# Kościół św. Bernardyna w Grybowie
Kościół św. Bernardyna ze Sieny – drewniany kościół, który znajdował się w Grybowie po wschodniej stronie miasta, w sąsiedztwie starej plebanii. Zniszczony podczas II wojny światowej.

## Historia
Kościół został wzniesiony w 1455 za sprawą niejakiego Braniriusa. Świadczy o tym napis wyryty na drewnianych bliźniaczych odrzwiach głównego wejścia do nawy. Jego wybudowanie wiązało się z początkowym okresem rozpowszechniania się na terenie Małopolski kultu św. Bernardyna, założyciela zakonu bernardynów.
Kościół spłonął 17 stycznia 1945 podczas wypierania z Grybowa przez Rosjan wojsk niemieckich. Na miejscu, w którym znajdował się ów kościół, został wzniesiony z inicjatywy księdza Adama Kaźmierczaka niski murek z kamienia łamanego stanowiący obrys jego ścian.

## Architektura
Był to obiekt drewniany, konstrukcji zrębowej, z kwadratową niemal nawą o ściętych narożnikach oraz trójbocznie zakończonym prezbiterium. Miał szalowane ściany i wysoki czterospadowy dach, na którym wznosiła się niewielka wieżyczka na sygnaturkę. Przy jego zachodniej, przeprutej w strefie podokapowej trzema oknami, ścianie znajdowała się niewielka drewniana przybudówka nakryta dachem siodłowym, mieszcząca przedsionek, z którego wejście, ujęte we wspomniane wyżej bliźniacze odrzwia, wprowadzało do nawy. Wnętrze nakrywały płaskie stropy z dekoracją malarską. W nawie głównej elementem kompozycji był okrąg z wizerunkiem Chrystusa przedstawionego w półpostaci, a wykonany – według określenia Stanisława Tomkiewicza – w stylu bizantyjsko-ruskim. W końcu XIX w. deski z tym malowidłem zostały przeniesione do kruchty zachodniej.